# Grand' Anse (Mahe)
Grand'Anse Mahé é um distrito das Seicheles localizado na região oeste da Ilha de Mahé tem uma área de 15.62 km² e uma densidade de  232.1/km² (estim).
Foi estimado 3,626 habitantes para Grand'Anse Mahé em 2021, já de acordo com o censo de 2010 a população é de 3,106 sendo 1,582 homens e 1,524 mulheres.